# Edmea
Edmea es una ópera en tres actos compuesta por Alfredo Catalani sobre un libreto en italiano de Antonio Ghislanzoni, basado en Les Danicheff de Alejandro Dumas y Pierre de Corvin. Se estrenó en el Teatro de La Scala de Milán el 27 de febrero de 1886.
Esta ópera rara vez se representa en la actualidad; en las estadísticas de Operabase no aparece entre las óperas representadas en el período 2005-2010.

## Personajes
| Personaje                                                                         | Tesitura | Reparto del estreno, 27 de febrero de 1886 (Director: Franco Faccio) |
| --------------------------------------------------------------------------------- | -------- | -------------------------------------------------------------------- |
| Edmea                                                                             | soprano  | Virginia Ferni-Germano                                               |
| Oberto, su hijo                                                                   | tenor    | Gaetano Ortisi                                                       |
| Fritz, juglar                                                                     | tenor    | Giovanni Paroli                                                      |
| Ulmo, vasallo del Conte                                                           | barítono | Francesco Pozzi                                                      |
| Il Conte di Leitmeritz                                                            | bajo     | Napoleone Limonta                                                    |
| Il Barone di Waldek                                                               | bajo     | Raffaele Terzi                                                       |
| L'oste                                                                            | bajo     | Giuseppe Tonali                                                      |
| Una dama                                                                          |          |                                                                      |
| Un ministro                                                                       |          |                                                                      |
| Coro: vasallos del conde, "gastaldos", siervos, barones, señores, damas, juglares |          |                                                                      |

## Argumento
La acción se desarrolla en Bohemia, en un castillo feudal en las orillas del río Elba y en sus alrededores, en el año 1600.